# FS E.220
Die E.220 war eine zweiachsige Elektrolokomotive der italienischen Ferrovie dello Stato (FS), die auf der mit 650 V aus der seitlichen Stromschiene elektrifizierten Bahnstrecke Varese–Porto Ceresio eingesetzt wurde.

## Geschichte
Die Lokomotive wurde von der Mailänder Carminati & Toselli gebaut und 1912 an die Società per le Strade Ferrate del Mediterraneo geliefert, die sie als RM.02 mit der Betriebsnummer 1 einstellte. Sie wurde auf den Ferrovie Varesine eingesetzt, einer Mailänder Vorortsbahn, die bereits 1902 mit Stromschiene elektrifiziert worden war. Mit der Gründung der FS ging die Strecke Mailand–Varese 1905 an die neue Gesellschaft. Die Lokomotive wechselte aber erst 1918 zusammen mit der Strecke Varese–Porto Ceresio ihren Besitzer. Während des Zweiten Weltkriegs ging die Lokomotive verloren – sie wurde möglicherweise von Truppen der Wehrmacht nach Österreich gebracht.

## Technik
Die zweiachsige Lokomotive hatte die damals oft gewählte Steeplecab-Anordnung, die aus einem Mittelführerhaus zwischen zwei schräg abfallenden Vorbauten bestand. Der Antrieb erfolgte mittels zwei Tatzlagermotoren. Die elektrische Ausrüstung stammte von der Compagnia Generale di Elettricità (CGE), einer Tochtergesellschaft der General Electric.